# ヴァイオリンソナタ第2番 (プロコフィエフ)
セルゲイ・プロコフィエフのヴァイオリンソナタ第2番 ニ長調 作品94bisは、1942年から1943年にかけて作曲されたフルートソナタ ニ長調 作品94を1944年に改作した作品である。未完成であったが先行して着手していたヴァイオリンソナタ第1番が存在したため、ヴァイオリンソナタとしては「第2番」とされた。

## 作曲の経緯

### フルートソナタ
フルートソナタ作品94は、独ソ戦のためプロコフィエフがモスクワを離れて疎開していた時期に作曲された。作曲を開始したのは1942年9月、アルマアタ（アルマトイ）においてであるが、スケッチはその数年前にすでに書かれていた。翌1943年8月にペルミで完成し、同年12月7日にハリコフスキーのフルート、リヒテルのピアノでモスクワにおいて初演された。初演では好評を博したものの、その後フルート奏者にはあまり注目されず、時を置かずに改作されることにつながった。
1970年代にゴールウェイとアルゲリッチによる録音が話題を呼んで以後、フルートソナタとしても演奏・録音される機会が増えている。今日、演奏の際にはプロコフィエフが書いたそのままではなく、ヴァイオリンソナタ改作版を参照してフルートのパートに手を加えることが一般的に行われている。

### ヴァイオリンソナタへの改作
フルートソナタの初演を聴いたヴァイオリン奏者ダヴィッド・オイストラフは、プロコフィエフにヴァイオリンソナタへの改作を熱心に勧めた。フルート奏者がこれを取り上げないということもあって、プロコフィエフもその提案を受け入れた。そして、1944年にオイストラフの助言を受けながら、戦時下のモスクワで改作を行った。その際、ピアノのパートは原曲のままとし、元のフルートのパートには音形や音域の変更を加えてヴァイオリンのパートとした。
初演は1944年6月17日、オイストラフのヴァイオリン、オボーリンのピアノで行われた。この改作版は原曲以上に好評を博し、演奏の機会にも恵まれることになった。
なお、ヴァイオリンソナタ第2番としては、ヨーゼフ・シゲティに献呈されている。

## 楽曲構成
フルート版もヴァイオリン版も楽曲構造は基本的に同一で、4楽章からなる。演奏時間は全曲で約23分で、フルートのための楽曲としては長大である。
第1楽章
モデラート、ニ長調、4分の4拍子。
第2楽章
プレスト、イ短調、4分の3拍子。
第3楽章
アンダンテ、ヘ長調、4分の2拍子。
第4楽章
アレグロ・コン・ブリオ、ニ長調、4分の4拍子。